# Kravaře, Česká Lípa
Kravaře là một làng thuộc huyện Česká Lípa, vùng Liberecký, Cộng hòa Séc.